# André Myhrer

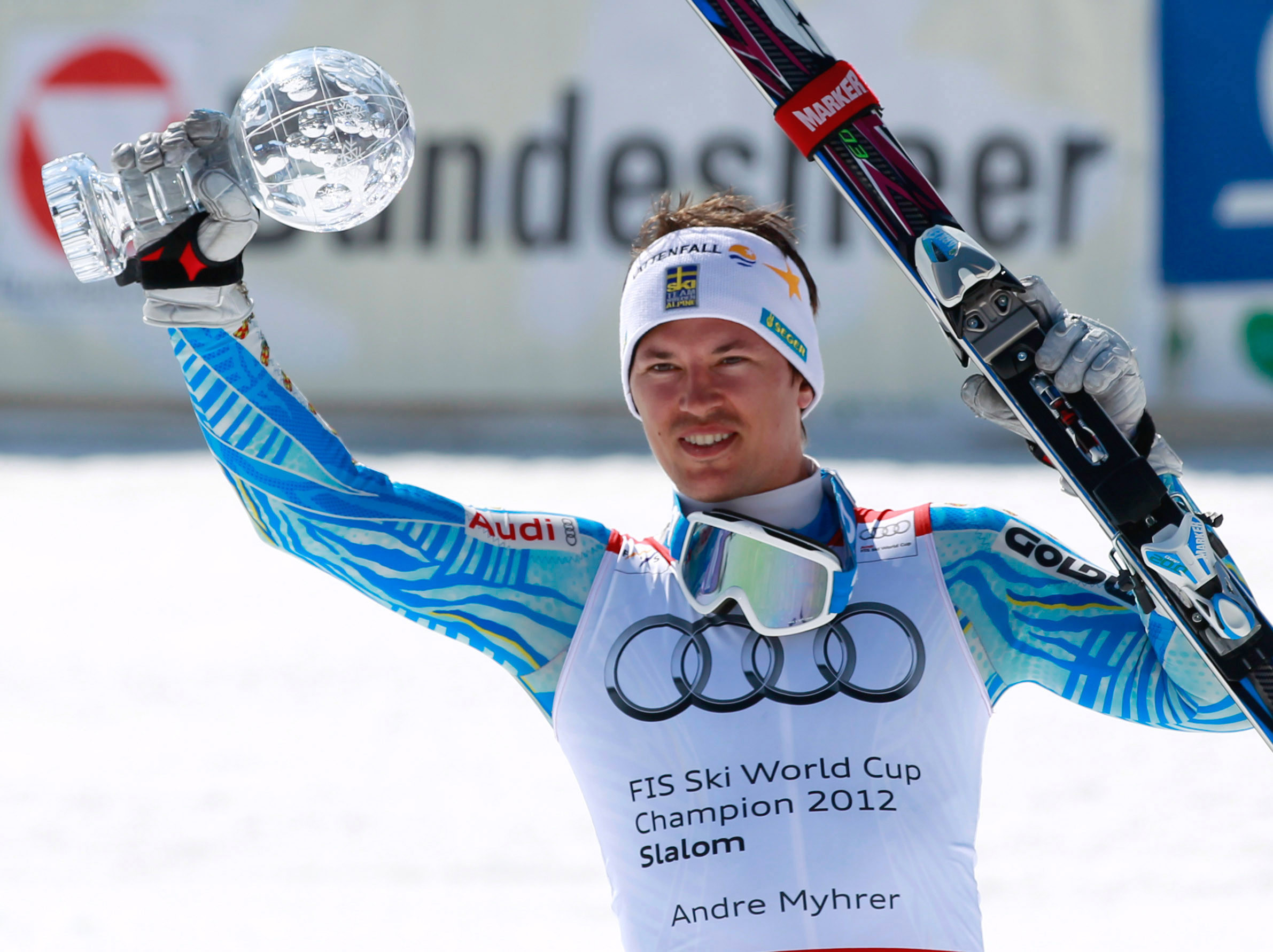
André Myhrer vinner den totala slalomvärldscupen 2011/12 efter åket i Schladming i Österrike i februari 2012.

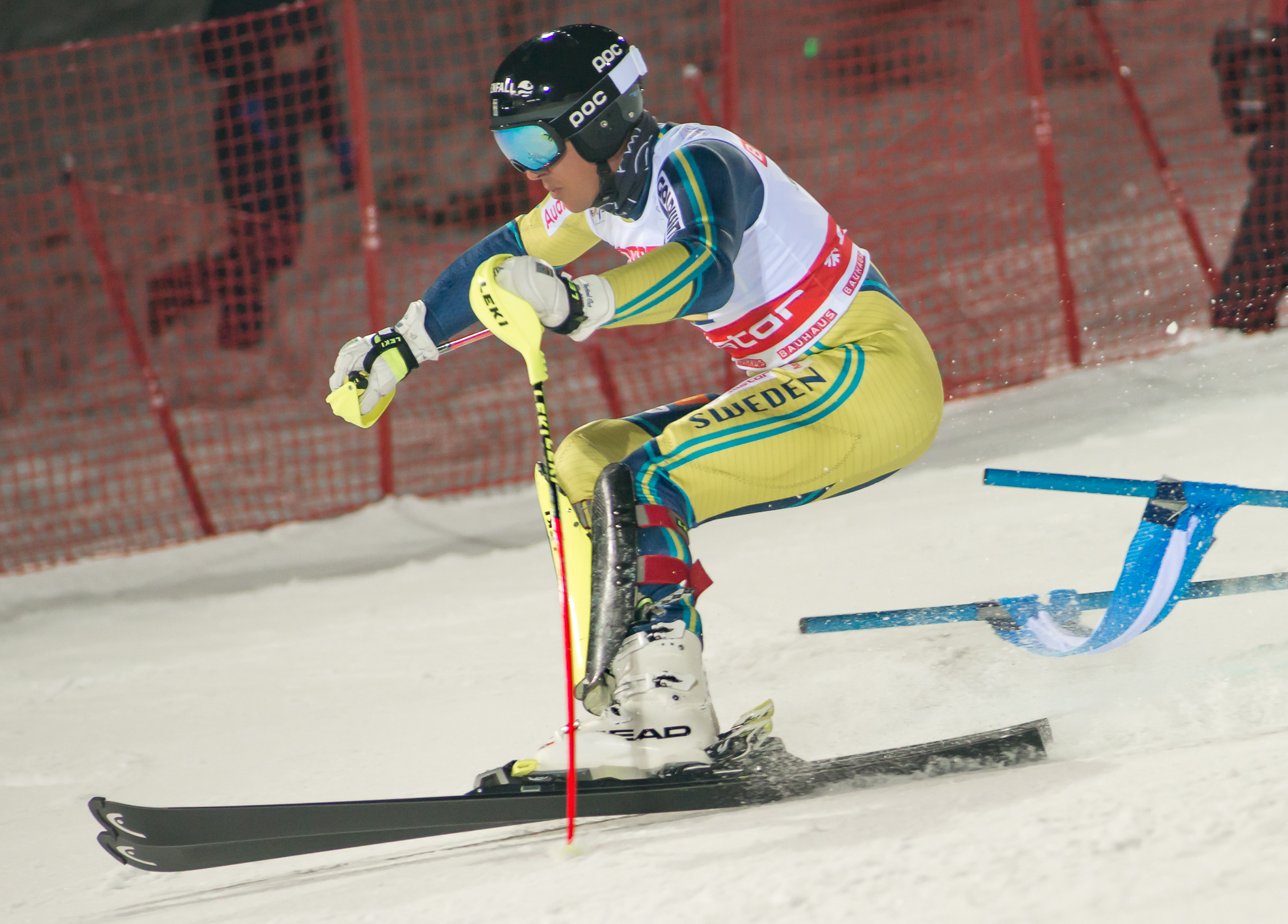
André Myhrer i Hammarbybacken världscup 2018

Per André Myhrer, född 11 januari 1983 i Bergsjö, är en svensk före detta utförsåkare som tävlade i slalom och storslalom. Hans främsta meriter är ett guld i slalom från OS i Pyeongchang 2018, ett brons i slalom från OS i Vancouver 2010 och en totalvinst i slalomvärldscupen säsongen 2011/2012.
Myhrer, som tävlade för Bergsjö Hassela Alpina, gjorde sin sista start i en världscuptävling år 2020.

## Privat
André Myhrer är son till Thorbjörn Myhrer (född 1952) och Christina Myhrer (född 1956). Han är uppvuxen i Bergsjö, Gävleborgs län tillsammans med två syskon.
I juni 2014 gifte sig Myhrer med Madelene Tollin (född 1983). Tillsammans har paret en dotter och en son.

## Karriär
Vid Ungdoms-SM i Sundsvall 1998 tog Myhrer guld i storslalom. Han tog studenten vid Järpens skidgymnasium 2003.
Han debuterade i en FIS-tävling i Branäs i januari 1999. Vid en slalomtävling i Oslo i januari 2000 gjorde Myhrer sin första FIS-tävling utanför Sverige. Vid en slalomtävling i norska Hafjell i december 2001 kom karriärens första FIS-seger. Segermarginalen blev 0,90 sekunder till tvåan Tor Henning Fodnesbergene, Norge och 1,29 sekunder till trean Hans Olsson.
Myhrer har vunnit 31 FIS-tävlingar. Största segermarginalen kom vid en slalomtävling i Park City i februari 2010 då Myhrer var 1,09 s före tvåan Nolan Kasper, USA. (1 januari 2018)
År 2005, 2012 och 2018 tilldelades han utmärkelsen Hälsingeguldet. 2012 mottog han stipendium från Stiftelsen Mikael Ljungbergs minnesfond. Samma år nominerades han till Jerringpriset.
I OS 2006 slutade Myhrer 4:a, 0,03 s från medalj. Året tidigare hade han slutat 5:a i VM. Hans stora mästerskapsframgång kom istället under OS 2010 i Vancouver då han tog ett brons i slalom. Efter ett medelmåttigt första åk låg han på tionde plats. I andra åket var han snabbast av alla och körde upp sig till en tredje plats. I OS 2018 blev Myhrer den äldsta olympiska guldmedaljören i slalom genom tiderna.

### Världscup
Myhrer debuterade som 21-åring i Världscupen i januari 2004 vid en slalomtävling i Kitzbühel. Tävlingen slutade med uråkning i första åket. Vid sin andra världscupstävling samma vecka i Schladming, kvalificerade sig Myhrer till andra åket och tog karriärens första världscuppoäng genom en 13:e plats.
Under sin andra säsong i Världscupen kom första topp-10 placeringen. Vid slalomtävlingen i amerikanska Beaver Creek, december 2004 slutade André Myhrer på en femteplats. Han gick ut med startnummer 56 och låg på X plats efter första åket. I januari 2005 tog han sin första pallplats genom en tredjeplacering vid slalomtävlingen i österrikiska Schladming slagen av segrande Manfred Pranger, Österrike med 0,24 s och tvåan Benjamin Raich, Österrike med 0,20 s.
Vid slalomtävlingen i Beaver Creek december 2006 kom karriärens första Världscupseger. Segermarginalen blev 0,73 s till tvåan Michael Janyk, Kanada, och 1,40 s till trean Felix Neureuther, Tyskland.
Den 14 november 2010 kom Myhrer på en andra plats i slalomtävlingen under världscupen i Levi, Finland. Vann gjorde fransmannen Jean-Baptiste Grange. Myhrer var 0,33 efter segraren.
6 januari 2011 kom seger nummer två i världscupen. I Zagrebs slalomtävling körde Myhrer upp sig från 4:e till första plats i det andra åket.
Säsongen 2011/2012 vann André Myhrer den totala slalomvärldscupen.
André Myhrers bästa storslalomresultat i världscupen är en fjärdeplats från Beaver Creek, USA Säsongen 2015/2016.
Myhrer har under karriären gjort 231 starter i Världscupen. (13 november 2018)
- 9 vinster (7 slalom, 1 parallellslalom 1 lagtävling)
- 27 pallplatser (21 slalom, 4 parallellslalom, 2 parallellstorslalom) (13 november 2018)

| Säsong | Datum            | Plats         | Disciplin          | Placering | Detaljer |
| ------ | ---------------- | ------------- | ------------------ | --------- | -------- |
| 2005   | 25 januari 2005  | Schladming    | Slalom             | Trea      | Resultat |
| 2005   | 27 februari 2005 | Kranjska Gora | Slalom             | Tvåa      | Resultat |
| 2007   | 3 december 2006  | Beaver Creek  | Slalom             | Etta      | Resultat |
| 2010   | 17 januari 2010  | Wengen        | Slalom             | Tvåa      | Resultat |
| 2010   | 13 mars 2010     | Garmisch      | Slalom             | Trea      | Resultat |
| 2011   | 14 november 2010 | Levi          | Slalom             | Tvåa      | Resultat |
| 2011   | 6 januari 2011   | Zagreb        | Slalom             | Etta      | Resultat |
| 2011   | 25 januari 2011  | Schladming    | Slalom             | Tvåa      | Resultat |
| 2012   | 21 december 2011 | Flachau       | Slalom             | Tvåa      | Resultat |
| 2012   | 15 januari 2012  | Wengen        | Slalom             | Tvåa      | Resultat |
| 2012   | 19 februari 2012 | Bansko        | Slalom             | Tvåa      | Resultat |
| 2012   | 21 februari 2012 | Moskva        | Parallellslalom    | Trea      | Resultat |
| 2012   | 11 mars 2012     | Kranjska Gora | Slalom             | Etta      | Resultat |
| 2012   | 18 mars 2012     | Schladming    | Slalom             | Etta      | Resultat |
| 2013   | 11 november 2012 | Levi          | Slalom             | Etta      | Resultat |
| 2013   | 6 januari 2013   | Zagreb        | Slalom             | Tvåa      | Resultat |
| 2013   | 29 januari 2013  | Moskva        | Parallellslalom    | Tvåa      | Resultat |
| 2014   | 12 januari 2014  | Adelboden     | Slalom             | Tvåa      | Resultat |
| 2016   | 21 december 2015 | Alta Badia    | Parallelstorslalom | Trea      | Resultat |
| 2016   | 14 februari 2016 | Naeba         | Slalom             | Tvåa      | Resultat |
| 2016   | 23 februari 2016 | Stockholm     | Parallellslalom    | Tvåa      | Resultat |
| 2016   | 20 mars 2016     | Sankt Moritz  | Slalom             | Etta      | Resultat |
| 2017   | 19 mars 2017     | Aspen         | Slalom             | Etta      | Resultat |
| 2018   | 10 december 2017 | Val-d'Isère   | Slalom             | Trea      | Resultat |
| 2018   | 1 januari 2018   | Oslo          | Parallellslalom    | Etta      | Resultat |
| 2018   | 14 januari 2018  | Wengen        | Slalom             | Trea      | Resultat |
| 2018   | 30 januari 2018  | Stockholm     | Parallellslalom    | Tvåa      | Resultat |
| 2018   | 16 mars 2018     | Åre           | Lagtävling         | Etta      | Resultat |

### Kontinentalcuper

#### Europacup
André Myhrer debuterade som 18-åring i Europacupen vid en slalomtävling i franska Val Thorens i januari 2001. I november 2004 tog han sin första pallplats genom en tredjeplacering i knockoutslalomtävlingen i nederländska Landgraaf. Vid slalomtävlingen i italienska Obereggen december 2004 kom karriärens första Europacupseger. Segermarginalen blev 0,21 s till tvåan Ted Ligety, USA och 0,93 s till trean Martin Marinac, Österrike.
Myhrer har vunnit 5 Europacuptävlingar i slalom. Största segermarginalen kom vid en tävling i Obereggen i december 2007 då Myhrer var 0,88 s före tvåan Naoki Yuasa, Japan. Myhrer har gjort 48 starter i Europacupen. (1 januari 2018)
- 5 vinster (5 slalom)
- 7 pallplatser (6 slalom, 1 KO Slalom) (1 januari 2018)

| Säsong | Datum            | Plats     | Disciplin  | Placering | Detaljer |
| ------ | ---------------- | --------- | ---------- | --------- | -------- |
| 2005   | 25 november 2004 | Landgraaf | KO Slalom  | Trea      | Resultat |
| 2005   | 16 december 2004 | Obereggen | Slalom     | Etta      | Resultat |
| 2005   | 19 januari 2005  | Mellau    | Storslalom | Trea      | Resultat |
| 2005   | 20 januari 2005  | Mellau    | Slalom     | Etta      | Resultat |
| 2006   | 15 december 2005 | Obereggen | Slalom     | Etta      | Resultat |
| 2008   | 12 december 2007 | Obereggen | Slalom     | Etta      | Resultat |
| 2011   | 15 december 2010 | Obereggen | Slalom     | Etta      | Resultat |

#### Nor-Am cup
Debuterade som 20-åring på Nor-Am cupen vid storslalomtävlingen i amerikanska Beaver Creek i december 2004.
Myhrer har gjort sju starter i Nor-Am cupen med sjundeplaceringen i storslalomtävlingen i Keystone, Colorado i november 2006 som bästa resultat.

#### Australia New Zealand Cup
Debuterade som 20-åring i Australia New Zealand Cup vid storslalomtävlingen i nyzeeländska  Coronet Peak i augusti 2006.
Myhrer har gjort fyra starter i Australia New Zealand Cup vilka resulterat i fyra uråkningar.

### Olympiska spel
| Säsong | Datum            | Plats       | Disciplin  | Placering | Detaljer |
| ------ | ---------------- | ----------- | ---------- | --------- | -------- |
| 2006   | 25 februari 2006 | Sestriere   | Slalom     | 4         | Resultat |
| 2010   | 23 februari 2010 | Whistler    | Storslalom | DNF2      | Resultat |
| 2010   | 27 februari 2010 | Whistler    | Slalom     | 3         | Resultat |
| 2014   | 22 februari 2014 | Sotji       | Slalom     | DNF2      | Resultat |
| 2018   | 18 februari 2018 | Pyeongchang | Storslalom | 23        | Resultat |
| 2018   | 22 februari 2018 | Pyeongchang | Slalom     | 1         | Resultat |

### Världsmästerskap

#### Seniorvärldsmästerskap
| Säsong | Datum            | Plats               | Disciplin  | Placering | Detaljer |
| ------ | ---------------- | ------------------- | ---------- | --------- | -------- |
| 2003   | 16 februari 2003 | Sankt Moritz        | Slalom     | DNF1      | Resultat |
| 2005   | 12 februari 2005 | Bormio              | Slalom     | 5         | Resultat |
| 2007   | 14 februari 2007 | Åre                 | Storslalom | 20        | Resultat |
| 2007   | 17 februari 2007 | Åre                 | Slalom     | 22        | Resultat |
| 2009   | 13 februari 2009 | Val-d'Isère         | Storslalom | DNF1      | Resultat |
| 2009   | 15 februari 2009 | Val-d'Isère         | Slalom     | DNF1      | Resultat |
| 2011   | 20 februari 2011 | Garmisch            | Slalom     | 10        | Resultat |
| 2013   | 15 februari 2013 | Schladming          | Storslalom | 14        | Resultat |
| 2013   | 17 februari 2013 | Schladming          | Slalom     | 4         | Resultat |
| 2015   | 13 februari 2015 | Vail / Beaver Creek | Storslalom | DNF1      | Resultat |
| 2015   | 15 februari 2015 | Vail / Beaver Creek | Slalom     | 6         | Resultat |
| 2017   | 7 mars 2003      | Sankt Moritz        | Storslalom | DNF2      | Resultat |
| 2017   | 8 mars 2003      | Sankt Moritz        | Slalom     | 6         | Resultat |

#### Juniorvärldsmästerskap
| Säsong | Datum       | Plats           | Disciplin  | Placering | Detaljer |
| ------ | ----------- | --------------- | ---------- | --------- | -------- |
| 2002   | 2 mars 2002 | Sella Nevea     | Slalom     | DNF1      | Resultat |
| 2003   | 7 mars 2003 | Serre Chevalier | Storslalom | DNF1      | Resultat |
| 2003   | 8 mars 2003 | Montgenevre     | Slalom     | DNS2      | Resultat |

### Nationella mästerskap

#### Svenska seniormästerskap
- 13 vinster (8 slalom, 3 storslalom, 1 super-G, 1 superkombination)
- 16 pallplatser (9 slalom, 5 storslalom) (13 november 2018)

| Säsong | Datum         | Plats       | Disciplin        | Placering | Detaljer |
| ------ | ------------- | ----------- | ---------------- | --------- | -------- |
| 2002   | 22 mars 2002  | Gällivare   | Slalom           | 3         | Resultat |
| 2005   | 8 april 2005  | Branäs      | Slalom           | 1         | Resultat |
| 2009   | 28 mars 2009  | Åre         | Superkombination | 1         | Resultat |
| 2009   | 29 mars 2009  | Åre         | Super G          | 1         | Resultat |
| 2009   | 1 april 2009  | Fjätervålen | Storslalom       | 1         | Resultat |
| 2009   | 2 april 2009  | Fjätervålen | Slalom           | 1         | Resultat |
| 2010   | 18 april 2010 | Björkliden  | Slalom           | 1         | Resultat |
| 2011   | 2 april 2011  | Åre         | Storslalom       | Tvåa      | Resultat |
| 2011   | 3 april 2011  | Sundsvall   | Slalom           | 1         | Resultat |
| 2012   | 1 april 2012  | Bergsjö     | Slalom           | 1         | Resultat |
| 2013   | 23 mars 2013  | Funäsdalen  | Slalom           | Tvåa      | Resultat |
| 2015   | 27 mars 2015  | Sollefteå   | Storslalom       | Tvåa      | Resultat |
| 2015   | 28 mars 2015  | Sundsvall   | Slalom           | 1         | Resultat |
| 2016   | 8 april 2016  | Funäsdalen  | Slalom           | 1         | Resultat |
| 2016   | 9 april 2016  | Funäsdalen  | Storslalom       | 1         | Resultat |
| 2017   | 1 april 2017  | Åre         | Storslalom       | 1         | Resultat |
| 2018   | 26 mars 2017  | Tärnaby     | Slalom           | 1         | Resultat |

#### Svenska juniormästerskap
| Säsong | Datum        | Plats   | Disciplin  | Placering | Detaljer |
| ------ | ------------ | ------- | ---------- | --------- | -------- |
| 2003   | 21 mars 2003 | Tärnaby | Storslalom | 4         | Resultat |
| 2003   | 22 mars 2003 | Tärnaby | Slalom     | DNF1      | Resultat |

## Meriter
- VM 2005 – 5:a i slalom
- OS 2006 – 4:a i slalom
- OS 2010 – 3:a i slalom
- OS 2018 – 1:a i slalom

## Övrigt
Myhrer vann Sveriges televisions program Mästarnas mästare år 2021 och Superstars 2022 i Kanal 5. Han deltog även som "Kungen" (maskerad som älg) i Masked Singer 2023 i TV4.     
Släktnamnet Myhrer härstammar från Norge och byn Austmarka i Hedmark. Samma by som den norska backhopparen Rune Veltas släkt ursprungligen kommer från.